# Теория официальной народности
Тео́рия официа́льной наро́дности (сокр. ТОН) — принятое в литературе обозначение государственной идеологии Российской империи в период царствования Николая I. Включала «формулу» «Православие, Самодержавие, Народность». Автором теории был российский министр народного просвещения Сергей Уваров. В основе теории лежали крайне консервативные, реакционные взгляды на просвещение, науку, литературу.
Впервые термин «официальная народность» встречается в работах А. Н. Пыпина по истории русской литературы и общественной мысли (1872—1873).
Историк Джеффри Хоскинг указал на ключевые недостатки «теории официальной народности» в её двух главных столпах: в части православия — церковь была полностью зависима и подчинена государству; в части народности — многие российские чиновники являлись прибалтийскими немцами, а революционные идеи национальных государств были «приглушённым эхом» в системе, которая опиралась на крепостное право. На практике единственной жизнеспособной опорой было самодержавие.

## Описание
Основные принципы были изложены Уваровым при вступлении в должность министра народного просвещения в его докладе императору «О некоторых общих началах, могущих служить руководством при управлении Министерством Народного Просвещения» (19 ноября 1833 года):

Углубляясь в рассмотрение предмета и изыскивая те начала, которые составляют собственность России (а каждая земля, каждый народ имеет таковой Палладиум), открывается ясно, что таковых начал, без коих Россия не может благоденствовать, усиливаться, жить — имеем мы три главных:
1) Православная Вера.
2) Самодержавие.
3) Народность.
Кратким девизом сторонников этой теории стало выражение «Православие, Самодержавие, Народность».
Появился как антитезис девизу Великой французской революции «Свобода, равенство, братство» (фр. Liberté, Égalité, Fraternité).
Истоки данной «формулы» уходят в начало XIX века. Именно в это время в России начала отчётливо формироваться консервативно-охранительная политическая доктрина. Так, мысль о сочетании самодержавной власти, православной веры и опоры на русскую народность обнаруживается уже в труде историка Карамзина «Записки о древней и новой России». Кроме того, на артикуляцию подобных идей в кругах русской интеллигенции повлияла и романтическая европейская мысль, в рамках которой мыслители обращались к историческим истокам, высказывали идеи о национальной самобытности.
Материалы, относящиеся к данной теории, публиковала газета «Северная пчела». Триада Уварова являлась идеологическим обоснованием политики Николая I начала 1830-х годов, а в дальнейшем служила своеобразным знаменем для консолидации политических сил, выступающих за самобытный путь исторического развития России. М. П. Погодин называл три основные тезиса концепции «столпостены».
Необходимость формулирования данной идеологии именно в рамках Министерства народного просвещения проистекала из тех оснований, что в тот период именно этот государственный орган во многом был ответственен не только за обучение, но и за формирование определённых идеологических установок у молодёжи. Так, за два года до вступления Уварова в должность министра, император уже издал указ, согласно которому устанавливался ряд ограничений обучения молодых людей: нельзя было учиться за границей с 10 до 18 лет, а также посещать с научными целями иностранные государства до 18 лет. Такие меры были обусловлены содержащимися в указе опасениями, что молодые люди «подвергаются пагубному воздействию европейского просвещения, и часто оказываются ведомыми антирусскими, либеральными идеями».

## Последователи и дальнейшее развитие
На протяжении всего XIX века «теория официальной народности» оказывала сильное влияние на консервативные круги русской интеллигенции. Так, идея крепкого самодержавия, основанного на православной вере русского народа редактора «Московских ведомостей» М. Н. Каткова заключалась в том, что только таким образом Россию можно защитить от революционного воздействия стран Запада, в которых в тот период происходило несколько крупных революций. Признавая идею уникальности пути русского народа, Катков видел возможность его сохранения только в условиях крепкой самодержавной власти императора при недопустимости её рассредоточения.
Подобные идеи высказывал и другой крупный идеолог того периода — К. П. Победоносцев. Он осмыслял теорию официальной народности как идею единения царя и русского народа, которое происходит благодаря наличию связующей православной веры и безусловной любви у последнего к России и императору. Миссию идей официальной народности Победоносцев видел в охране русского народа от западного либерализма, демократии, которые, по мнению этого деятеля, развращали народ, отвращали людей от проблем страны в пользу самих себя.
Теория официальной народности повлияла и на последователей идей славянофилов, идеи которых перекликаются с таким выделяемым рядом авторов феноменом политической мысли, как либеральный консерватизм. Идеологи данного направления, к которому, в частности, можно отнести и Ф. М. Достоевского, полагали, что Россия должна, не ограждаясь от Запада, идти своим собственным путём. Реформы, проводимые в стране, должны сообразовываться с православной верой русского народа, которая, по мнению этих авторов, единственная унаследовала истинные идеалы христианства, которые должны оградить Россию от влияния социалистических и капиталистических идей.
В 1870—1880-х годах многие представители консервативного антизападнического направления вновь обратились к теории официальной народности. Так, по мнению философа Н. Я. Данилевского, именно наличие в России трёх составляющих триады данной теории могло обеспечить её уникальное развитие, отделить от стран Запада и сделать ведущей страной среди государств «славянского типа». Кроме того, Данилевский считал именно народ самым важным, государствообразующим элементом, уникальность которого и делает уникальной саму Россию. Последователь Данилевского, К. Н. Леонтьев, выступал против европейской демократии, которая начала оформляться в тот период. Он находил уравнивание людей в правах губительным, выступал против «усреднения» человека. Желая, как и многие его предшественники, оградить Россию от этого, Леонтьев предложил именно концепцию Уварова как альтернативу западному либерализму.
В начале XX века, после ряда общественных потрясений, в том числе давки на Ходынском поле (1896) и Революции 1905—1907 годов последователями идеологов «теории официальной народности» стали черносотенцы.